# Dance Wicked
Dance Wicked – dziesiąty album studyjny Michaela Rose’a, jamajskiego wykonawcy muzyki reggae.
Płyta została wydana w roku 1996 przez amerykańską wytwórnię Heartbeat Records. Nagrania zostały zarejestrowane w studiach A Class, Matrix, Monrose, Soul II Soul oraz Wessex w Londynie, a także częściowo w Grafton Studio w Kingston. Ich produkcją zajął się sam wokalista we współpracy z Davidem "Fluxy" Heywoodem, Leroyem "Mafia" Heywoodem oraz Jackie Davidsonem.

## Lista utworów
1. "Happiness"
2. "Dance Wicked"
3. "Lion In The Jungle" feat. Maxi Priest
4. "Run Dem A Run"
5. "Dreadlocks"
6. "Reality"
7. "Landlord"
8. "See And Blind"
9. "I Don't Want To Say Goodbay"
10. "Mind Made Up"
11. "Never Get Me Down"
12. "Life In The Ghetto"
13. "Mind Made Up (Soul Up Mix)"
14. "Mind Made Up (Soul Up Instrumental)"

## Muzycy
- David "Fluxy" Heywood - perkusja
- Leroy "Mafia" Heywood - gitara basowa
- Scott "Red Eye" Canfield - gitara i inne instrumenty